# Macrocarpaea densiflora
Macrocarpaea densiflora là một loài thực vật có hoa trong họ Long đởm. Loài này được (Benth.) Ewan mô tả khoa học đầu tiên năm 1948.